# Wallis Simpson

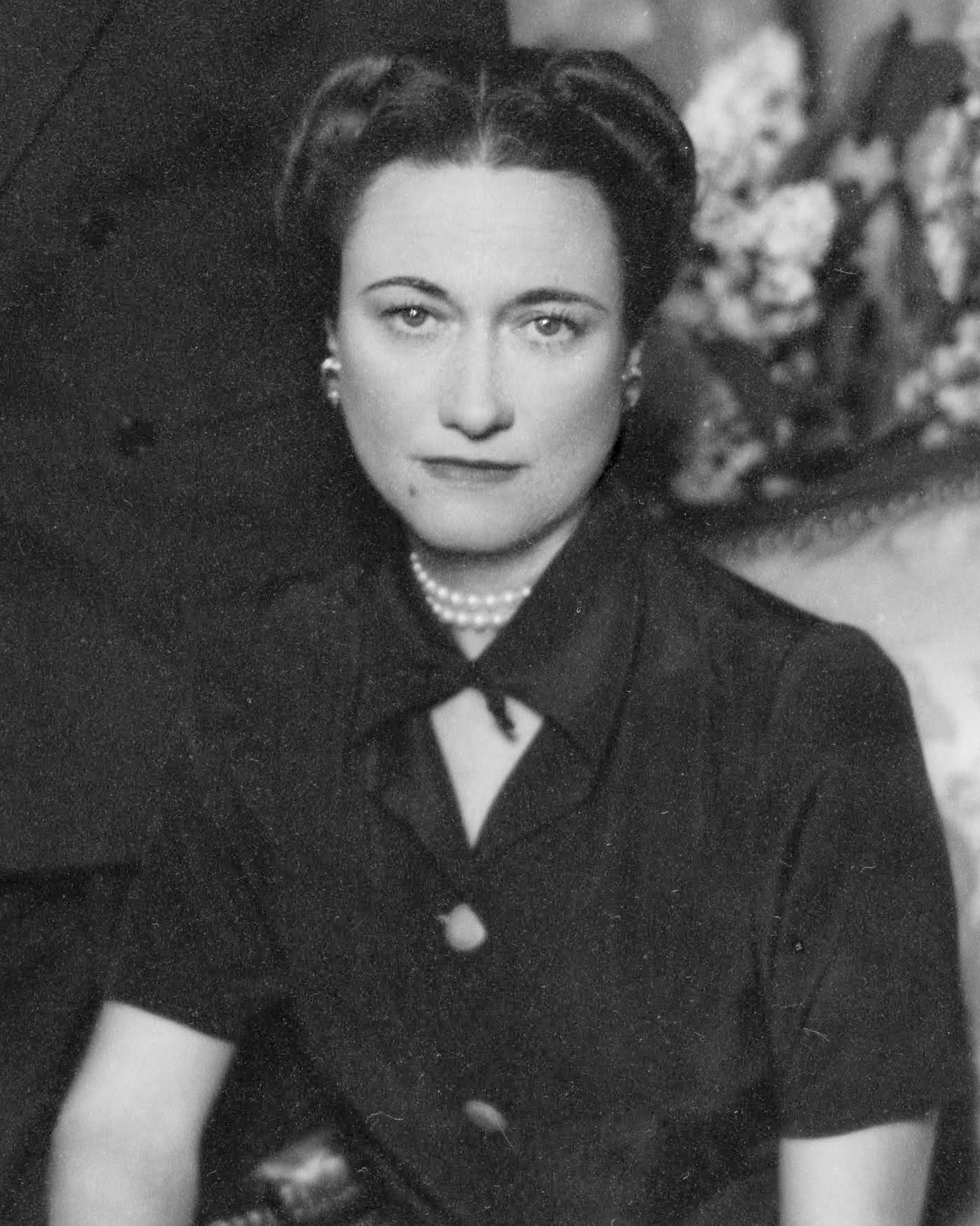
Wallis Simpson (um 1934)

Wallis Simpson, Duchess of Windsor bzw. Wallis Warfield, duchess of Windsor (* 19. Juni 1896 in Blue Ridge Summit, USA; † 24. April 1986 in Paris; Geburtsname: Bessie Wallis Warfield) war Ehefrau des britischen Thronfolgers Eduard VIII. und der formelle Grund für seinen Verzicht auf die Krone im Jahr 1936.

## Leben
Wallis Simpson wurde als Bessie Wallis Warfield in Blue Ridge Summit, Franklin County (Pennsylvania), als einzige Tochter von Teackle Wallis Warfield (1871–1896) und Alice Montague (1869–1929) aus Baltimore (Maryland) geboren. Ihr Vater starb schon fünf Monate später an Tuberkulose, und sie war zusammen mit ihrer Mutter auf die Unterstützung wohlhabender Verwandter angewiesen. „Weil es so viele Kühe gibt, die Bessie heißen“, legte sie früh ihren ersten Vornamen ab.
Ihre erste Ehe mit dem US-Amerikaner Earl Winfield Spencer, einem alkoholkranken Navy-Piloten, wurde 1916 geschlossen und war von häuslicher Gewalt geprägt. Später wurde bekannt, dass die körperlichen Übergriffe durch ihren ersten Mann zu inneren Blutungen sowie einer Nierenentzündung geführt hatten, was später als möglicher Grund für ihre Kinderlosigkeit galt. Trotz der unglücklichen Umstände ließ sich das Paar erst 1927 scheiden.
Noch im selben Jahr (1927) heiratete Wallis den New Yorker Geschäftsmann Ernest Simpson und nahm seinen Nachnamen an. Noch während dieser zweiten Ehe wurde sie, im Jahr 1931, dem britischen Thronfolger vorgestellt, der sich in sie verliebte. Die beiden begannen noch während dieser Ehe eine Affäre. Die Scheidung von Ernest Simpson erfolgte Anfang 1937.

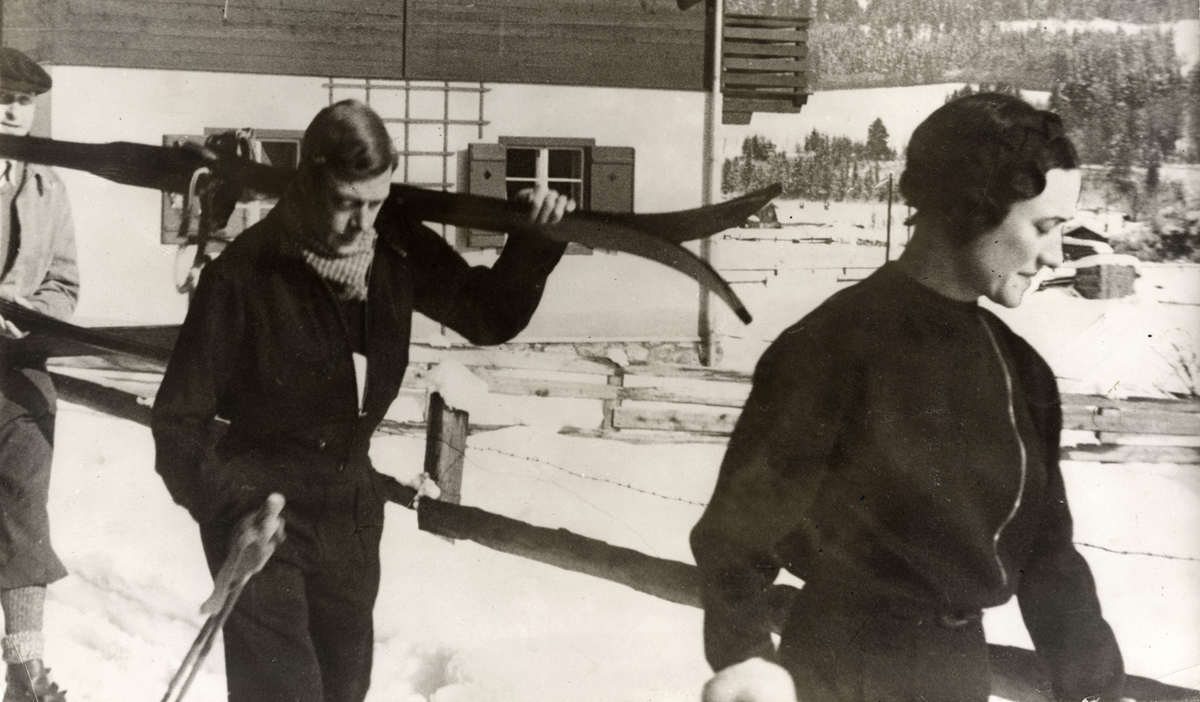
Prinz Edward und Wallis Simpson, 1935

Nach dem Tod seines Vaters Georg V., am 20. Januar 1936, dankte Edward noch im Trauerjahr offiziell ab, weil seine Lebensgefährtin damals aufgrund ihrer Scheidungen nicht als Königin in Frage kam und er sich ein Leben ohne sie nicht vorstellen konnte. Um dies zu ermöglichen, wurde zuvor das Gesetz His Majesty’s Declaration of Abdication Act 1936 erlassen. An seiner Stelle wurde sein jüngerer Bruder Albert, dessen Tochter Elisabeth damals zehn Jahr alt war, als Georg VI. König. Das Paar heiratete am 3. Juni 1937 auf Schloss Candé im französischen Monts (Indre-et-Loire). Die standesamtliche Trauung vollzog der Bürgermeister von Monts. Durch die Eheschließung nahm Wallis Simpson den offiziellen Titel Wallis Warfield, duchess of Windsor an.
In den folgenden Jahren lebte das Paar unter dem Titel Duke and Duchess of Windsor in Frankreich und Spanien, sowie in Nassau da Edward (ab 1940) von Winston Churchill als Gouverneur der Bahamas eingesetzt wurde. Mit der Stellung war Edward als ehemaliger Thronfolger nicht wirklich zufrieden, er äußerte sich schriftlich dazu, indem er sagte, es sei hart für ihn als ehemaligen Herrscher (King Emperor) nun Gouverneur der Bahamas zu sein. (“It is very hard, once you’ve been King Emperor, to govern the Bahamas.”)
Die Äußerung seiner Frau „You can’t abdicate and eat it.“ weist ebenfalls darauf hin, dass die Umstellung ihm nicht leicht fiel. (ein Wortspiel mit der Redensart „you can’t have your cake and eat it“; sinngemäß vielleicht etwa: „Du kannst nicht abdanken und die Privilegien behalten“).

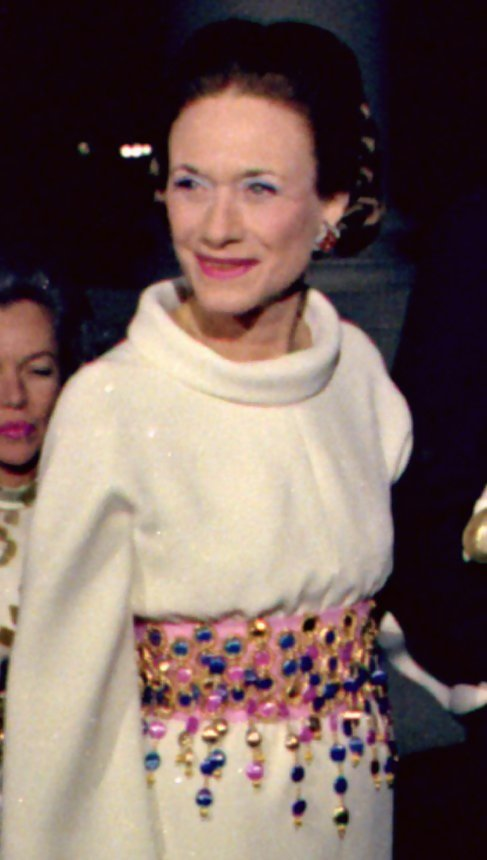
Die Duchess of Windsor bei einem Empfang 1970

Das Paar blieb bis zu Edwards Tod 1972 verheiratet und lebte abwechselnd in Frankreich und den USA.
Die Duchess starb 1986 im Alter von 89 Jahren an ihrem Wohnort im Bois de Boulogne in Paris. Nach einer Trauerfeier in der St. George’s Chapel wurde sie an der Seite ihres Mannes auf dem Königlichen Friedhof von Frogmore bei Windsor beigesetzt.
Patricia Knatchbull, 2. Countess Mountbatten of Burma, schlug Elisabeth II. vor, eine Statue für Wallis Simpson zu errichten. Sie begründete diesen Vorschlag mit den Worten: „Wenn wir sie nicht gehabt hätten, hätten wir Dich nicht gehabt“.
1936 war Wallis Simpson als erste Frau Person des Jahres des Time Magazine. Sie besaß eine große Sammlung von wertvollem Schmuck.

## In der Populärkultur
Wallis Simpson wurde in mehreren Filmen von bekannten Schauspielerinnen dargestellt:
- 1972 in The Woman I Love (TV) von Faye Dunaway
- 1978 in Edward & Mrs. Simpson (Miniserie) von Cynthia Harris
- 1988 in The Woman He Loved (TV) von Jane Seymour
- 2002 in Bertie and Elizabeth (TV) von Amber Sealey
- 2005 in Wallis & Edward (TV) von Joely Richardson
- 2010 in Any Human Heart (Miniserie) von Gillian Anderson
- 2010 in Upstairs, Downstairs (Miniserie) von Emma Clifford
- 2011 in The King’s Speech von Eve Best
- 2011 in W.E. von Andrea Riseborough (Regie: Madonna)
- 2016 in The Crown von Lia Williams (Staffel 1, 2 und 5) und Geraldine Chaplin (Staffel 3)

## Werke
- Mein Herz hatte recht – Die Memoiren der Herzogin von Windsor. Übers. Helene Scheu-Riesz. Forum Verlag, Wien, Frankfurt, ohne Jahresangabe (um 1955)